# Alignement de Leïtan
L'alignement de Leïtan est un groupe d'au moins quatre menhirs situés sur la commune de Brennilis, dans le département du Finistère en France.

## Historique
Le site est mentionné pour la première fois par Paul du Châtellier. À l'époque, seul un menhir est encore dressé. Le site est inscrit au titre des monuments historiques en 1995.

## Description
Une seule pierre est dressée mais trois ou quatre autres sont couchées à proximité dans le talus, masquées par la végétation. Le menhir est un bloc de granite. Il mesure 3 m de hauteur. 